# 奔宁山脉

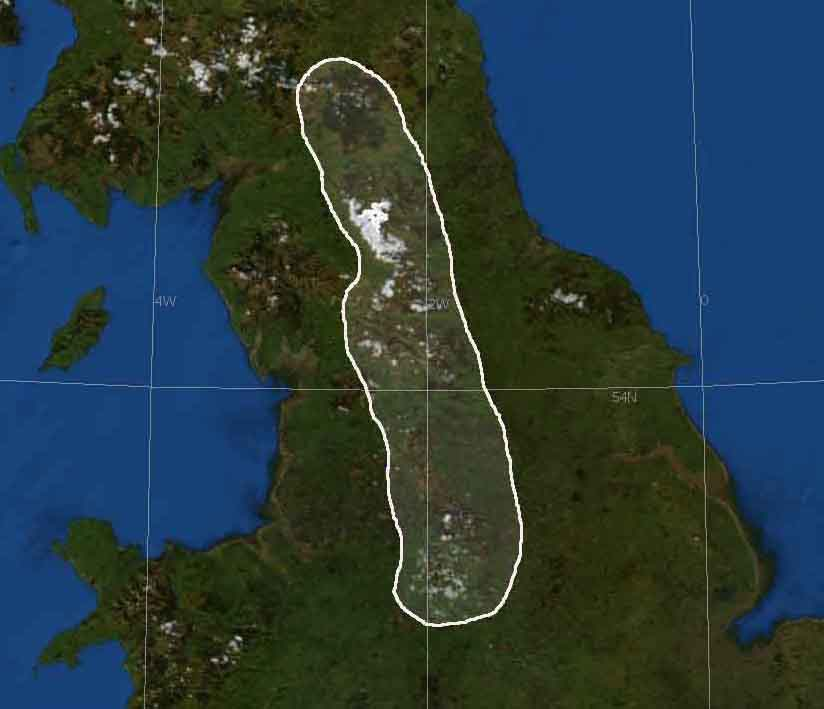
本寧山的範圍

奔宁山脉（英語：the Pennines）是英國北部的主要山脉，有“英格兰的脊梁”之称。北起南泰恩河谷地，南至特伦特河谷地，全长241（150英里），平均宽度约为48（30英里）。最高峰斯科費爾峰，海拔978（3,209英尺）。